# 南喬治亞海肩孔南極魚
南喬治亞海肩孔南極魚為輻鰭魚綱鱸形目南極魚亞目南極魚科的其中一種，分布於南冰洋海域，棲息深度20-240公尺，體長可達35公分，為底棲性魚類，屬肉食性，以魚卵、橈腳類、多毛類、魚類等為食。

## 擴展閱讀
維基物種上的相關：南喬治亞海肩孔南極魚